# Don't Stop the Music
Don't Stop the Music é o terceiro álbum estúdio da cantora pop sueca Robyn. Ele foi lançado dia 30 de outubro de 2002 em sueco pela BMG. O álbum alcançou o segundo lugar da lista dos mais vendidos, na Suécia e dois singles: "Keep This Fire Burning" e "Don't Stop de Music" ficaram entre o top dez. Em 2003, Don't Stop the Music recebeu um disco de platina pela Federação Internacional da Indústria Fonográfica por ter vendido mais de 60 mil cópias na Suécia.
| Críticas profissionais                                                      | Críticas profissionais |
| Avaliações da crítica                                                       | Avaliações da crítica  |
| Fonte                                                                       | Avaliação              |
| --------------------------------------------------------------------------- | ---------------------- |
| Aftonbladet                                                                 | [ 3 ]                  |
| Allmusic                                                                    | [carece de fontes?]    |
| Gaffa                                                                       | [ 4 ]                  |
| Esta tabela precisa de ser acompanhada por texto em prosa. Consulte o guia. |                        |

## Faixas
| N.º | Título                           | Compositor(es)                                                 | Duração |  |
| 1.  | "Keep This Fire Burning"         | Remee, Robyn, Ulf Lindström, Johan Ekhé                        | 3:50    |  |
| 2.  | "Don't Stop the Music"           | Remee, Robyn, Alexander Kronlund, Lindström, Ekhé              | 3:27    |  |
| 3.  | "O Baby"                         | Kronlund, Robyn                                                | 4:06    |  |
| 4.  | "Blow My Mind"                   | Kronlund, Robyn                                                | 4:06    |  |
| 5.  | "Should Have Known"              | Kronlund, Robyn                                                | 4:39    |  |
| 6.  | "Moonlight"                      | Teron Beal, Robyn, Lindström, Ekhé                             | 3:48    |  |
| 7.  | "Breakdown Intermission"         | Thomas Dolby, Stephen Volk, Robyn, Cherno Jah, Ekhé, Lindström | 3:26    |  |
| 8.  | "Ain't No Thing"                 | Robyn, Lindström, Ekhé                                         | 4:01    |  |
| 9.  | "Big City"                       | Remee, Robyn, Lindström, Ekhé                                  | 4:01    |  |
| 10. | "Psycho"                         | Remee, Robyn, Lindström, Ekhé                                  | 4:15    |  |
| 11. | "Still Your Girl"                | Remee, Cutfather & Joe, Robyn                                  | 3:54    |  |
| 12. | "Regntunga skyar" (Hidden track) | Thore Ehrling, Eskil Eckert-Lundin, Hasse Ekman                | 5:00    |  |

## Posições e Prêmios
| Lista (2002)      | Posição |
| ----------------- | ------- |
| Sverigetopplistan | 2       |

| País   | Prêmio           |
| ------ | ---------------- |
| Suécia | Disco de Platina |

## Histórico de Lançamento
| País                  | Data             |
| --------------------- | ---------------- |
| Suécia                | Japão            |
| 30 de outubro de 2002 | 22 abril de 2003 |